# 碳酸镧
碳酸镧是一种无机化合物，化学式为La2(CO3)3。它在自然界中以八水的镧石矿的形式存在。

## 制备
碳酸镧可以有三氯乙酸镧的水解制备：
2 La(C2Cl3O2)3 + 3 H2O → La2(CO3)3 + 6 CHCl3 + 3 CO2

## 化学性质
碳酸镧可溶于酸，并放出二氧化碳：
La2(CO3)3 + 6 H+ → 2 La3+ + 3 H2O + 3 CO2↑
碳酸镧可以和碳酸铵、碳酸钠、碳酸钾形成配合物，这也就解释了为什么碳酸镧在这些碳酸盐的水溶液中的溶解度比纯水中的溶解度大。